# 胡鸿猷

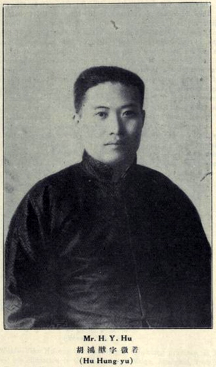
胡鸿猷

胡鸿猷（1888年—？），字徵若，男，江苏无锡人，中国政治人物。

## 生平
胡鸿猷早年就读于南洋公学。1907年公派至美国宾夕法尼亚大学沃顿商学院留学,1910年获硕士学位。后又前往德国柏林大学学习。1912年回国后，历任交通部上海工业专门学校教员、南京江苏银行经理、交通部佥事等职。1920年作为中国代表团专门委员参加巴黎和会。1921年，出任北京铁路管理学校代理校长。同年，任交通大学北京学校主任。后又任北宁铁路管理局副局长、铁道路理财司科长等职。

## 家庭
舅舅荣福龄为无锡实业家。儿子胡汉泉为真空电子专家。兄弟胡壮猷、胡立猷。外甥邹承鲁为生物化学家。

## 延伸阅读
[在维基数据编辑]
 《游美同學錄·胡鴻猷》，出自《游美同學錄》